# 常德道
常德道是中国天津市和平区五大道地区的一条街道，也是五大道地区六条东西向道路中最短的一条。常德道修筑于1929年，原为天津英租界科伦坡道（Colombo Road）。常德道东北到衡阳路，西南到西康路，全长1219米，南北两侧分别与大理道和重庆道平行。目前，常德道地区是天津市历史风貌建筑的聚集地之一，大量的名人故居坐落于此。

## 历史
常德道所在地域原是天津老城东南的一片沼泽洼地，散落着一些窝棚式的简陋民居。1903年，天津英租界工部局在获得常德道所在区域。1919年至1926年期间，天津英租界工部局结合海河清淤工程，对常德道所在区域进行填筑使之成为适合天津城市建设的用地。1929年至1932年，天津英租界工部局修筑此路并命名为“科伦坡道”，又称“35号路”。此后，两侧迅速形成大片高级住宅区，绿化良好，建筑风格属于各种不同的欧洲式样。1943年，日本占领天津后，新加坡道改称“兴亚二区35号路”，又称“南纬24号路”。1946年，天津市政府光复后以湖南省常德市将其改为常德道至今。历史上，曾延毅、张福运、范权、林修竹、孙啸南、赵以成、张志潭、毕鸣岐等名人均居住过常德道。

## 现况与发展
常德道目前东北到衡阳路，西南到西康路，全长1219米，车行道平均度8米，人行道宽2米至2.5米，由于道路比较狭窄，常德道一直作为单行道使用。南北两侧分别与大理道和重庆道平行。由于常德道街区被纳入天津历史文化街区的保护规划，因此未来将保持现有风貌不会拓宽。

## 沿街著名建筑
常德道现存比较著名的建筑有：
- 天津市历史风貌建筑：曾延毅旧居，常德道1号
- 天津市历史风貌建筑：张福运故居，常德道2号
- 天津市历史风貌建筑：范权旧居，常德道24号

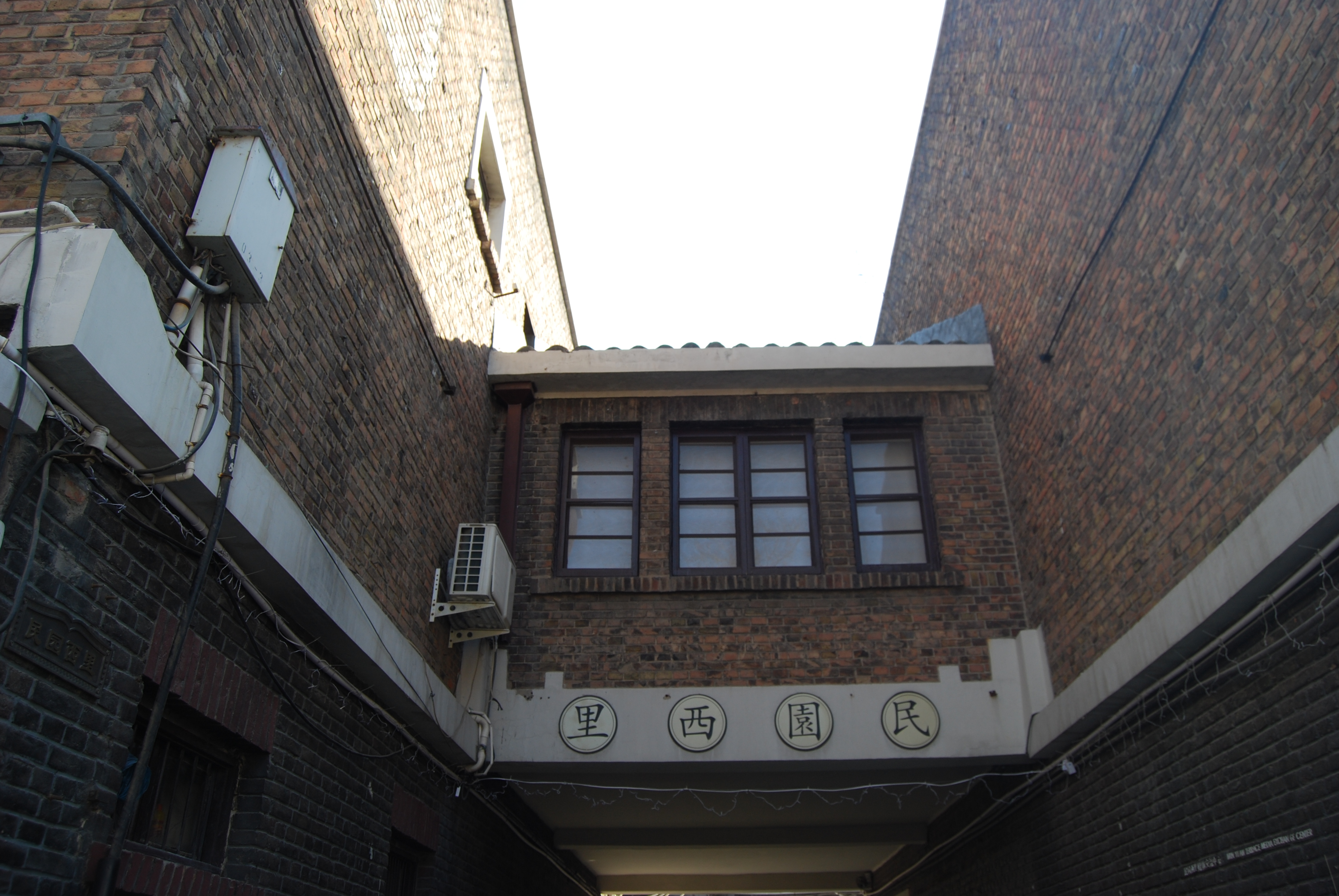
常德道上的民园西里

- 天津市历史风貌建筑：民园西里，常德道25-39号
- 天津市历史风貌建筑：林修竹旧居，常德道38号
- 天津市历史风貌建筑：孙啸南旧居，常德道60号
- 天津市历史风貌建筑：赵以成旧居，常德道69号
- 天津市历史风貌建筑：刘茀祺旧宅，常德道71号
- 天津市历史风貌建筑：毕鸣岐旧居，常德道78号
- 天津市历史风貌建筑：茂根大楼，常德道121号[3]

## 交汇道路
目前，与常德道相交汇的主要道路有：
- 贵州路 原大北道（Derby Road）

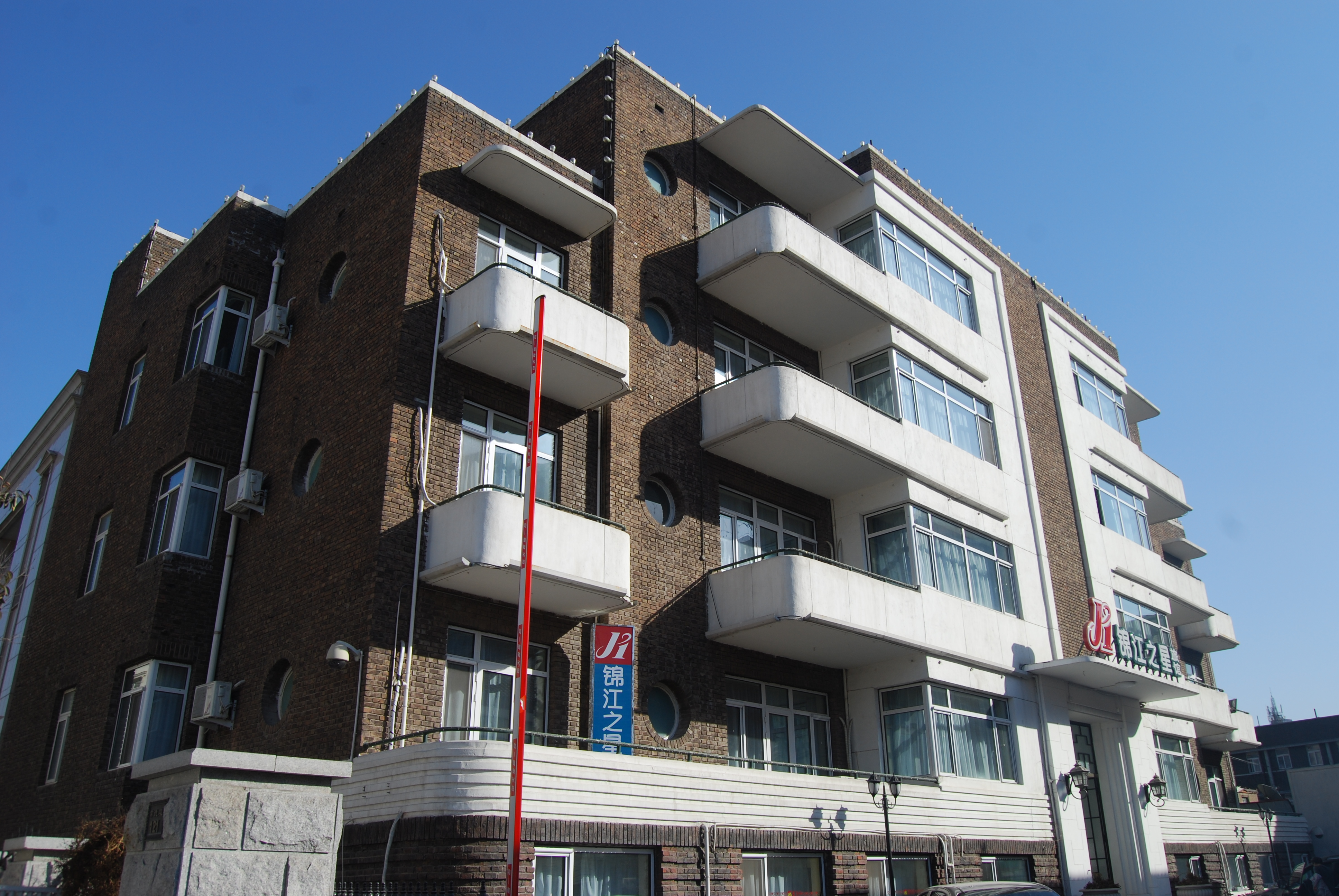
常德道与西康路交口的茂根大楼

- 西康路 原海光寺道（Hai Kwan Sou）
- 昆明路 原康伯兰道（Cumberland Road）
- 云南路 原登百敦道（Dumbarton Road）
- 桂林路 原格拉斯哥道（Glasgow Road）
- 衡阳路 原马耳他道（Malta Road）